# Brandbæger
Brandbæger (Senecio) er en plante-slægt i kurvblomst-familien (Asteraceae). 

## Arter
Her omtales følgende arter, som er vildtvoksende eller dyrkede i Danmark.
- Vandbrandbæger (Senecio aquatica)
- Skovbrandbæger (Senecio sylvaticus)
- Vårbrandbæger (Senecio vernalis)
- Klæbrig brandbæger (Senecio viscosus)
- Almindelig brandbæger (Senecio vulgaris) eller Stolthenriks Brandbæger
  - Klitbrandbæger (Senecio vulgaris ssp. denticulatus)
- Smalfliget brandbæger (Senecio erucifolius)

Nogle arter har tidligere været regnet for at høre til i slægten Senecio, men henregnes nu til slægten Brandbæger (Jacobaea):
- Gråblad (Jacobaea maritima)
- Engbrandbæger (Jacobaea vulgaris) eller Jakobs-Brandbæger

- og en enkelt henføres til slægten Brandbæger (Pericallis):
- Cinerarie (Pericallis cruenta)

### Andre arter
| - Senecio achilleifolius - Senecio aegyptius - Senecio aizoides - Senecio angulatus - Senecio antandroi - Senecio antitensis - Senecio atratus - Senecio barorum - Senecio bennettii - Senecio bigelovii - Senecio bipinnatisectus - Senecio brasiliensis - Senecio brigalowensis - Senecio bupleuroides - Senecio burchellii - Senecio cacaliaster - Senecio crassiflorus - Senecio crassissimus - Senecio cunninghamii - Senecio discoloratus | - Senecio doria - Senecio elegans - Senecio ertterae - Senecio fistulosus - Senecio flaccidus - Senecio formosus - Senecio gallicus - Senecio glaberrimus - Senecio glastifolius - Senecio glaucus - Senecio graciliflorus - Senecio grisebachii - Senecio hakeifolius - Senecio harveyanus - Senecio heterotrichus - Senecio hydrophiloides - Senecio ilicifolius - Senecio inaequidens - Senecio integerrimus - Senecio isatideus | - Senecio latifolius - Senecio lautus - Senecio leucanthemifolius - Senecio macroglossus - Senecio madagascariensis - Senecio magnificus - Senecio minimus - Senecio moorei - Senecio myriocephalus - Senecio nebrodensis - Senecio nemorensis - Senecio otites - Senecio oxyriifolius - Senecio pimpinellifolius - Senecio planiflorus - Senecio provincialis - Senecio pseudoarnica - Senecio pterophorus - Senecio pyrenaicus - Senecio quadridentatus | - Senecio radicans - Senecio retrorsus - Senecio riddellii - Senecio rowleyanus - Senecio scandens - Senecio schimperi - Senecio schultzii - Senecio scitus - Senecio serra - Senecio spartioides - Senecio squalidus - Senecio suaveolens - Senecio subdentatus - Senecio tamoides - Senecio tenuifolius - Senecio triangularis - Senecio uncinellus - Senecio viravira - Senecio webbii |